# Nationalratswahl in der Slowakei 2012
- Smer: 83
- KDH: 16
- OĽaNO: 16
- M-H: 13
- SDKÚ: 11
- SaS: 11

Die vorgezogene Parlamentswahl in der Slowakei 2012 zum Nationalrat fand am 10. März 2012 statt. Es war die sechste Nationalratswahl seit der slowakischen Unabhängigkeit 1993. Insgesamt bewarben sich 2967 Kandidaten aus 26 politischen Parteien.

## Vorgeschichte

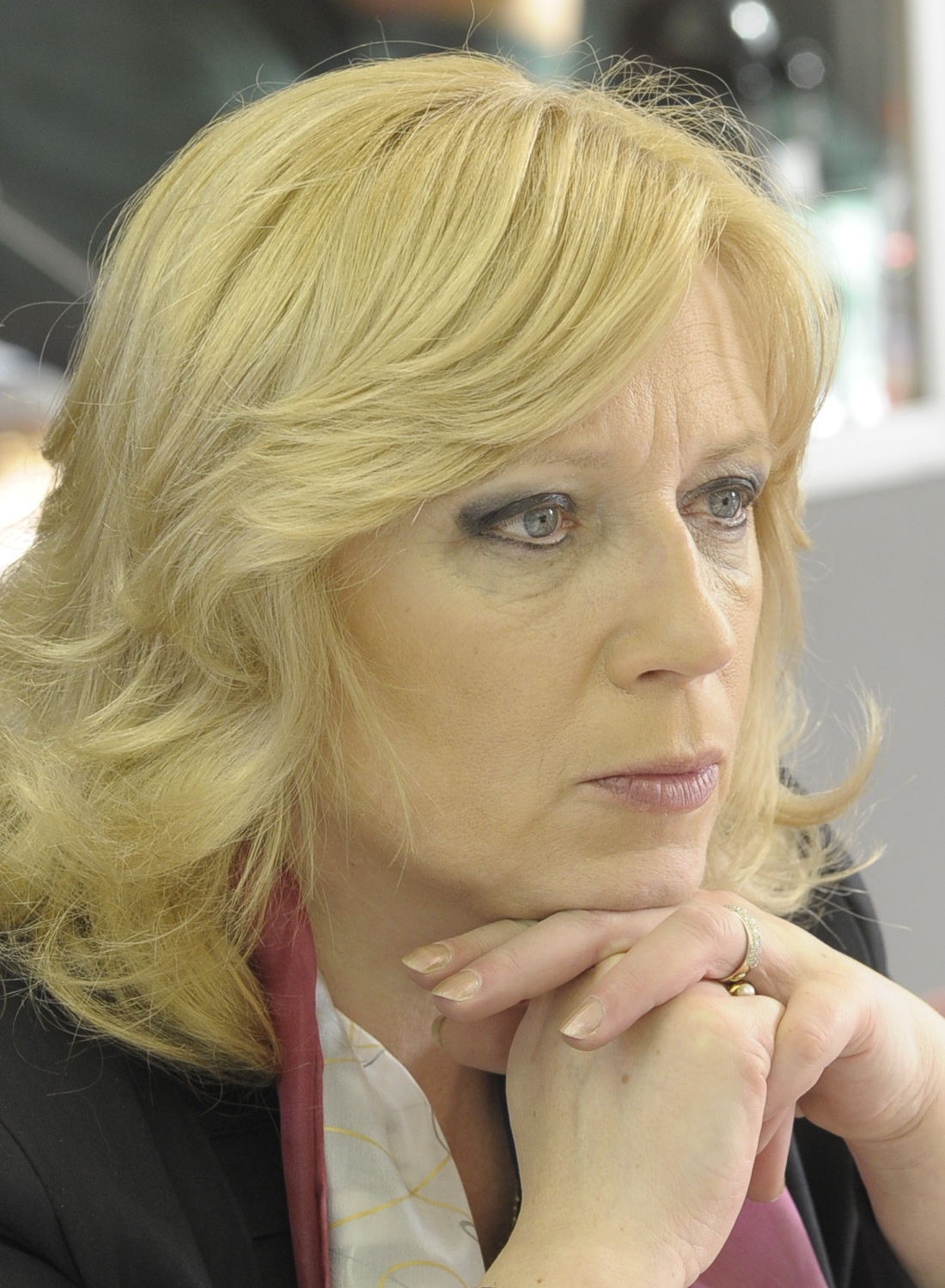
Iveta Radičová, geschäftsführende Premierministerin

Im Oktober 2011 scheiterte die Mitte-rechts-Regierung unter Premierministerin Iveta Radičová an einer Vertrauensabstimmung im Nationalrat. Meinungsverschiedenheiten in der Vier-Parteien-Koalition über die geplante Ausweitung des Euro-Rettungsschirms hatten dazu geführt, dass Radičová die Abstimmung über den Euro-Rettungsschirm im Nationalrat mit der Vertrauensfrage verknüpfte. Die Abstimmung scheiterte, nachdem die Regierungsfraktion der Sloboda a Solidarita (SaS) mit der Opposition dagegen stimmte.
Regierung und Opposition (mit Ausnahme der SaS-Kabinettsmitglieder) kamen überein, dass Radičovás Regierung bis zu vorgezogenen Neuwahlen geschäftsführend im Amt bleiben würde. Hierzu war allerdings eine Verfassungsänderung nötig, da Radičová laut damaliger Verfassung nach einer verlorenen Vertrauensfrage eigentlich nicht weiter im Amt hätte bleiben dürfen.
Im Vorfeld der Nationalratswahl kam es zur Aufdeckung der sogenannten „Gorilla-Affäre“ (slowakisch Kauza Gorila), eines Korruptionsskandals. Gegenstand ist die Verbindung slowakischer Politiker mit der Privatkapital-Gruppe Penta Investments sowie mutmaßliche Bestechungen von Regierungsangehörigen in Millionenhöhe anlässlich der Privatisierungen und großen öffentlichen Vergaben unter der zweiten Regierung Mikuláš Dzurindas in den Jahren 2005/06. Auslöser war ein angebliches Abhörprotokoll des slowakischen Geheimdienstes, das seit dem späten Dezember 2011 im Internet kursiert und den Codenamen „Gorila“ trägt.

## Wahlsystem
Der Nationalrat wird nach dem Verhältniswahlrecht gewählt. Es gibt eine Sperrklausel von 5 Prozent für einzelne Parteien, für eine Koalition von zwei bis drei Parteien 7 Prozent und für vier und mehr Parteien 10 Prozent. Die Legislaturperiode beträgt vier Jahre.

## Parteien
Folgende Parteien traten zur Wahl an (Anzahl der Kandidaten in Klammern):
1. Zelení (Grüne, 15)
2. Kresťanskodemokratické hnutie  (Christdemokraten, 150)
3. Strana demokratickej ľavice (Partei der demokratischen Linken, 150)
4. Slovenská národná strana (Slowakische Nationalpartei, nationalistisch 150)
5. Obyčajní ľudia a nezávislé osobnosti (Gewöhnliche Leute und unabhängige Personen, konservativ 150)
6. Sloboda a Solidarita (Freiheit und Solidarität, liberal, 150)
7. Právo a Spravodlivosť (Recht und Gerechtigkeit, 150)
8. Náš kraj (Unsere Region, 123)
9. Strana zelených (Partei der Grünen, 100)
10. Ľudová strana Naše Slovensko (rechtsextrem, 70)
11. SMER – sociálna demokracia (Sozialdemokraten, 150)
12. Zmena zdola, Demokratická únia Slovenska (Wandel von unten, Demokratische Union der Slowakei, 53)
13. Národ a Spravodlivosť – naša strana (Nation und Gerechtigkeit, nationalistisch 150)
14. Komunistická strana Slovenska (Kommunistische Partei, 150)
15. Strana Rómskej únie na Slovensku (Partei der Roma-Union in der Slowakei, 32)
16. Most–Híd (Brücke, Ungarische Minderheit, 150)
17. 99% – občiansky hlas (99 % - Bürgerstimme, 111)
18. Ľudová strana – Hnutie za demokratické Slovensko (Volkspartei, nationalkonservativ, 150)
19. Strana +1 Hlas (Partei + 1 Stimme, 20)
20. Robíme to pre deti – SF (Wir tun es für die Kinder - Freies Forum, 133)
21. Obyčajní ľudia (Gewöhnliche Leute, 34)
22. Slovenská demokratická a kresťanská únia - Demokratická strana (liberalkonservativ/christdemokratisch, 150)
23. Strana občanov Slovenska (Partei der Bürger der Slowakei, 148)
24. Strana maďarskej koalície – Magyar Koalíció Pártja (Partei der ungarischen Koalition, 150)
25. Strana Slobodné Slovo – Nory Mojsejovej (Partei Freies Wort von Nora Mojsejová, 150)
26. Strana živnostníkov Slovenska (Partei der Gewerbetreibenden der Slowakei, 28)

## Umfragen
| \| Institut \| Datum \| Smer-SD \| SDKÚ-DS \| SaS \| KDH \| M-H \| SNS \| SMK-MKP \| ĽS-HZDS \| Sonstige \| \| --------- \| ---------- \| ------- \| ------- \| ----- \| ------ \| ----- \| ----- \| ------- \| ------- \| -------- \| \| FOCUS[20] \| 29.09.2011 \| 43,1 % \| 12,8 % \| 8,0 % \| 9,0 % \| 5,9 % \| 8,5 % \| 5,3 % \| 3,0 % \| 4,4 % \| \| FOCUS[21] \| 27.07.2011 \| 41,7 % \| 12,6 % \| 6,1 % \| 11,7 % \| 6,9 % \| 5,8 % \| 5,8 % \| 3,3 % \| 6,1 % \| \| FOCUS[22] \| 29.06.2011 \| 46,3 % \| 13,4 % \| 6,7 % \| 10,0 % \| 7,1 % \| 5,3 % \| 5,7 % \| 2,7 % \| 2,8 % \| \| FOCUS[23] \| 31.05.2011 \| 47,1 % \| 12,2 % \| 5,2 % \| 9,5 % \| 6,1 % \| 8,1 % \| 4,7 % \| 3,4 % \| 3,7 % \| \| FOCUS[24] \| 29.03.2011 \| 44,8 % \| 16,5 % \| 7,1 % \| 6,3 % \| 7,9 % \| 6,2 % \| 4,3 % \| 2,4 % \| 4,5 % \| \| FOCUS[25] \| 15.02.2011 \| 43,2 % \| 15,2 % \| 9,1 % \| 10,2 % \| 6,0 % \| 5,4 % \| 4,6 % \| 2,2 % \| 4,1 % \| \| FOCUS[26] \| 20.12.2010 \| 40,4 % \| 15,3 % \| 9,5 % \| 8,7 % \| 7,0 % \| 5,5 % \| 5,0 % \| 3,8 % \| 4,8 % \| \| FOCUS[27] \| 21.10.2010 \| 40,0 % \| 18,0 % \| 8,5 % \| 7,4 % \| 6,8 % \| 7,8 % \| 4,6 % \| 3,7 % \| 3,2 % \| \| FOCUS[28] \| 27.09.2010 \| 39,7 % \| 16,0 % \| 8,3 % \| 10,8 % \| 7,3 % \| 6,1 % \| 3,3 % \| 3,0 % \| 5,5 % \| |            |         |         |       |        |       |       |         |         |          |
| Institut | Datum      | Smer-SD | SDKÚ-DS | SaS   | KDH    | M-H   | SNS   | SMK-MKP | ĽS-HZDS | Sonstige |
| FOCUS | 29.09.2011 | 43,1 %  | 12,8 %  | 8,0 % | 9,0 %  | 5,9 % | 8,5 % | 5,3 %   | 3,0 %   | 4,4 %    |
| FOCUS | 27.07.2011 | 41,7 %  | 12,6 %  | 6,1 % | 11,7 % | 6,9 % | 5,8 % | 5,8 %   | 3,3 %   | 6,1 %    |
| FOCUS | 29.06.2011 | 46,3 %  | 13,4 %  | 6,7 % | 10,0 % | 7,1 % | 5,3 % | 5,7 %   | 2,7 %   | 2,8 %    |
| FOCUS | 31.05.2011 | 47,1 %  | 12,2 %  | 5,2 % | 9,5 %  | 6,1 % | 8,1 % | 4,7 %   | 3,4 %   | 3,7 %    |
| FOCUS | 29.03.2011 | 44,8 %  | 16,5 %  | 7,1 % | 6,3 %  | 7,9 % | 6,2 % | 4,3 %   | 2,4 %   | 4,5 %    |
| FOCUS | 15.02.2011 | 43,2 %  | 15,2 %  | 9,1 % | 10,2 % | 6,0 % | 5,4 % | 4,6 %   | 2,2 %   | 4,1 %    |
| FOCUS | 20.12.2010 | 40,4 %  | 15,3 %  | 9,5 % | 8,7 %  | 7,0 % | 5,5 % | 5,0 %   | 3,8 %   | 4,8 %    |
| FOCUS | 21.10.2010 | 40,0 %  | 18,0 %  | 8,5 % | 7,4 %  | 6,8 % | 7,8 % | 4,6 %   | 3,7 %   | 3,2 %    |
| FOCUS | 27.09.2010 | 39,7 %  | 16,0 %  | 8,3 % | 10,8 % | 7,3 % | 6,1 % | 3,3 %   | 3,0 %   | 5,5 %    |

| Institut | Datum      | Smer-SD | SDKÚ-DS | SaS   | KDH    | M-H   | SNS   | SMK-MKP | ĽS-HZDS | Sonstige |
| -------- | ---------- | ------- | ------- | ----- | ------ | ----- | ----- | ------- | ------- | -------- |
| FOCUS    | 29.09.2011 | 43,1 %  | 12,8 %  | 8,0 % | 9,0 %  | 5,9 % | 8,5 % | 5,3 %   | 3,0 %   | 4,4 %    |
| FOCUS    | 27.07.2011 | 41,7 %  | 12,6 %  | 6,1 % | 11,7 % | 6,9 % | 5,8 % | 5,8 %   | 3,3 %   | 6,1 %    |
| FOCUS    | 29.06.2011 | 46,3 %  | 13,4 %  | 6,7 % | 10,0 % | 7,1 % | 5,3 % | 5,7 %   | 2,7 %   | 2,8 %    |
| FOCUS    | 31.05.2011 | 47,1 %  | 12,2 %  | 5,2 % | 9,5 %  | 6,1 % | 8,1 % | 4,7 %   | 3,4 %   | 3,7 %    |
| FOCUS    | 29.03.2011 | 44,8 %  | 16,5 %  | 7,1 % | 6,3 %  | 7,9 % | 6,2 % | 4,3 %   | 2,4 %   | 4,5 %    |
| FOCUS    | 15.02.2011 | 43,2 %  | 15,2 %  | 9,1 % | 10,2 % | 6,0 % | 5,4 % | 4,6 %   | 2,2 %   | 4,1 %    |
| FOCUS    | 20.12.2010 | 40,4 %  | 15,3 %  | 9,5 % | 8,7 %  | 7,0 % | 5,5 % | 5,0 %   | 3,8 %   | 4,8 %    |
| FOCUS    | 21.10.2010 | 40,0 %  | 18,0 %  | 8,5 % | 7,4 %  | 6,8 % | 7,8 % | 4,6 %   | 3,7 %   | 3,2 %    |
| FOCUS    | 27.09.2010 | 39,7 %  | 16,0 %  | 8,3 % | 10,8 % | 7,3 % | 6,1 % | 3,3 %   | 3,0 %   | 5,5 %    |

## Wahlergebnis

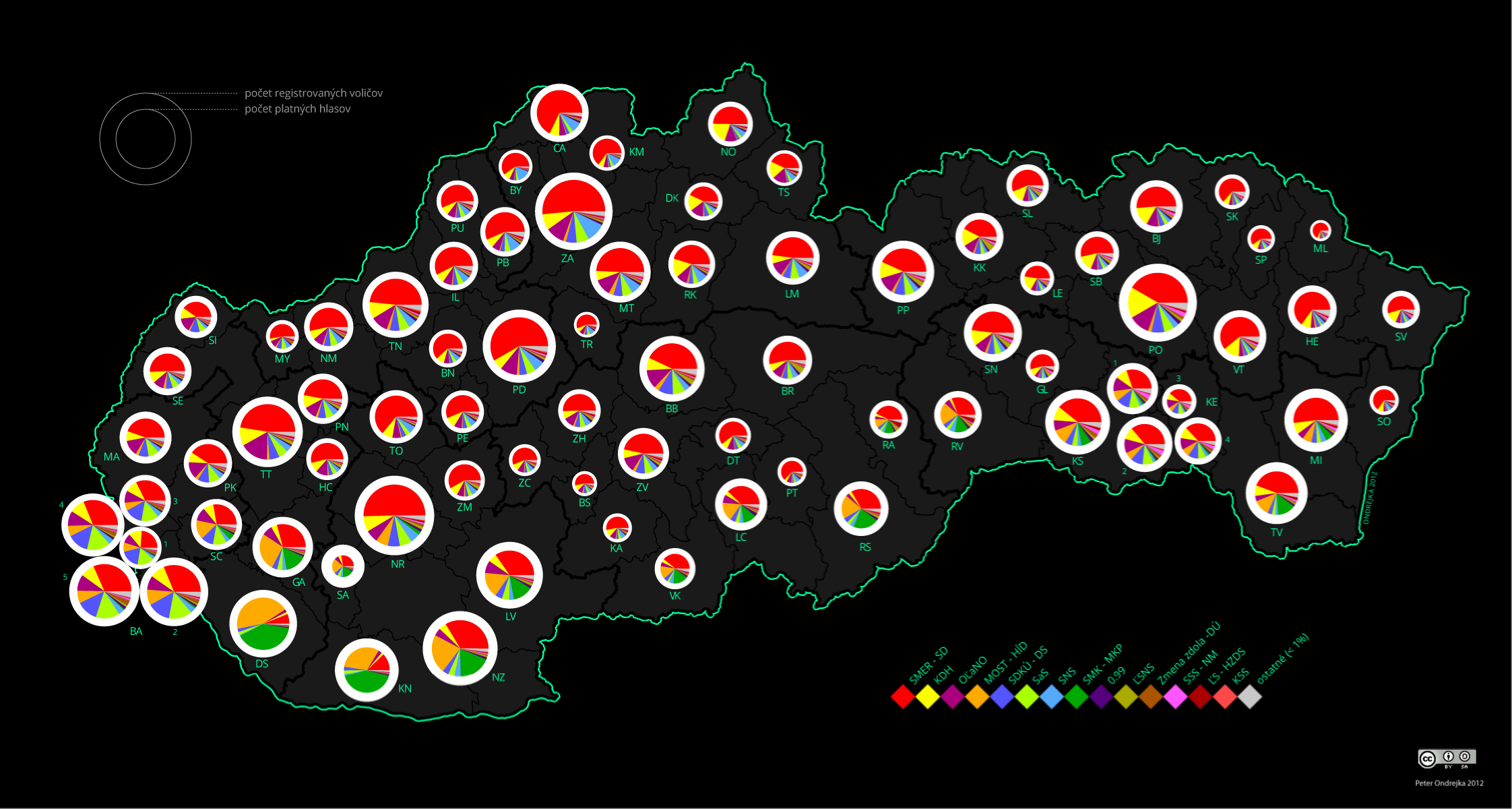
Wahlergebnisse nach Bezirken

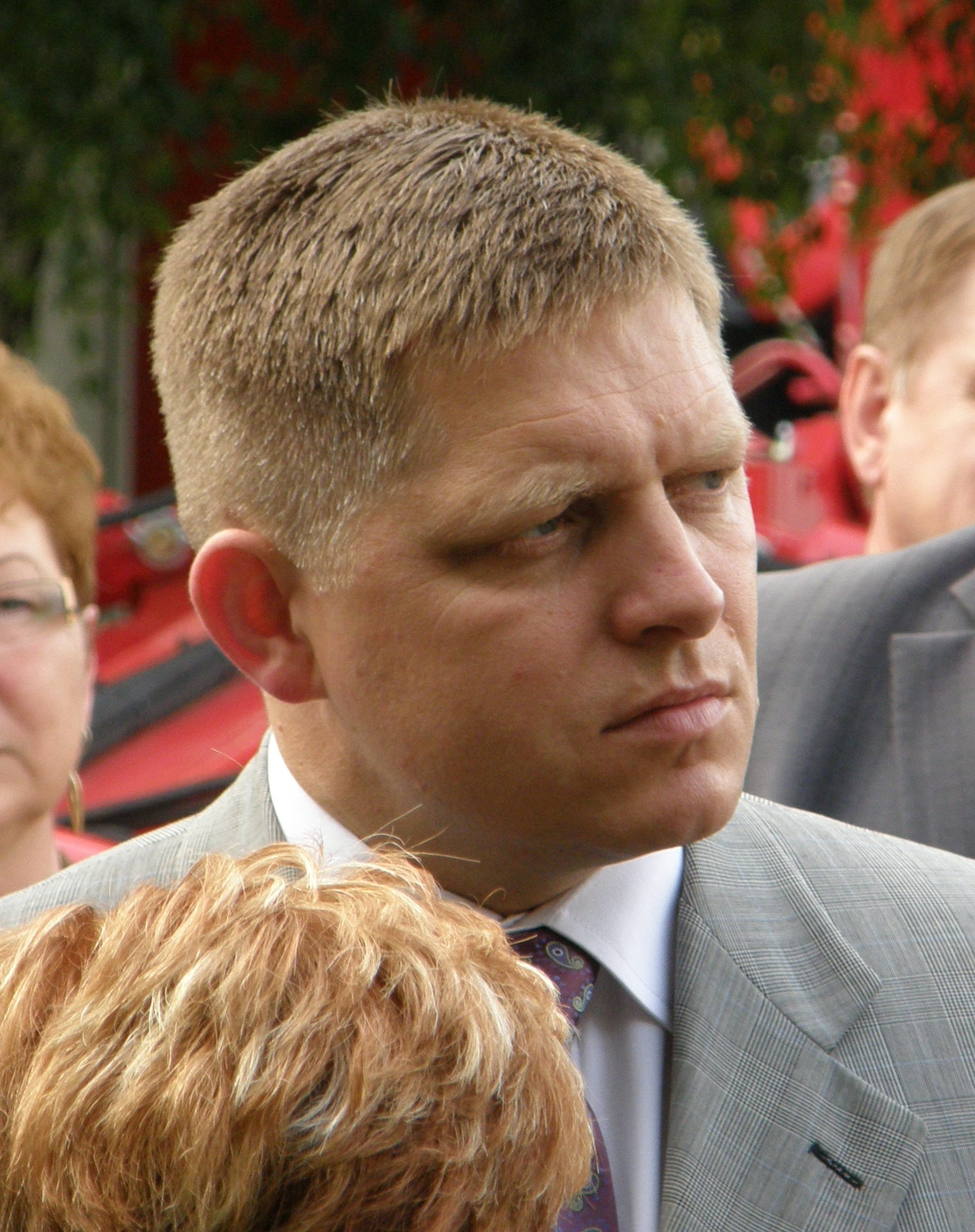
Robert Fico, der Gewinner der Wahl

Die sozialdemokratische Opposition gewann die vorgezogene Nationalratswahl klar und wird die bisher regierende Mitte-rechts-Koalition ablösen. Mit 44,4 Prozent der Stimmen erreichte die Partei des früheren Ministerpräsidenten Robert Fico Smer-SD nach dem vorläufigen Ergebnis eine absolute Mehrheit der Sitze im Nationalrat (83 Abgeordnete). Der Stimmenanteil reichte für eine absolute Mandatsmehrheit, weil zahlreiche Kleinparteien an der Fünfprozenthürde scheiterten. Eine Dreifünftelmehrheit, die in der Slowakei für Verfassungsänderungen notwendig wäre, wurde jedoch verfehlt. Von den bisher regierenden Parteien erlitten nur die Christdemokraten, die mit deutlichem Abstand von mehr als 35 Prozentpunkten auf die Smer-SD Zweite wurden (16 Mandate), keine Verluste. Die erstmals angetretene Partei Obyčajní ľudia a nezávislé osobnosti (OĽaNO), die sich von der SaS abgespalten hatte, nimmt mit ebenfalls 16 Abgeordneten den dritten Platz ein. 
Die ungarisch-slowakische Partei Most-Híd landete mit 13 Abgeordneten auf dem vierten Platz. Hohe Verluste musste hingegen die von der «Gorilla-Affäre» erschütterte Partei der Ministerpräsidentin Iveta Radičová hinnehmen: Die SDKÚ-DS erreichte nur 6,1 % der Stimmen, was 11 Mandate im Nationalrat bedeutet. Als kleinste Partei zog die rechtsliberale SaS ein, 5,9 % der Stimmen und ebenfalls 11 Abgeordnete.
Die von Ján Slota gelenkte Slovenská národná strana (SNS) musste den Nationalrat mit nur 4,6 % der Stimmen verlassen, während der Ungarn-Partei SMK-MKP ein Einzug in den Nationalrat erneut nicht gelang. Die Neugründung 99% – občiansky hlas konnte trotz einer kräftigen Kampagne die Fünfprozenthürde nicht überwinden.
| Partei                                              | Partei                                                                           | Stimmen   | Stimmen | Stimmen | Sitze  | Sitze | Sitze  |
| Partei                                              | Partei                                                                           | Anzahl    | %       | +/−     | Anzahl | +/−   | %      |
| --------------------------------------------------- | -------------------------------------------------------------------------------- | --------- | ------- | ------- | ------ | ----- | ------ |
|                                                     | Richtung – Sozialdemokratie (Smer-SD)                                            | 1.134.280 | 44,41   | +9,62   | 83     | +21   | 55,33  |
|                                                     | Christlich-demokratische Bewegung (KDH)                                          | 225.361   | 8,82    | +0,30   | 16     | +1    | 10,67  |
|                                                     | Gewöhnliche Leute und unabhängige Personen (OĽaNO)                               | 218.537   | 8,55    | Neu     | 16     | Neu   | 10,67  |
|                                                     | Brücke, Partei der Zusammenarbeit (M-H)                                          | 176.088   | 6,89    | −1,23   | 13     | −1    | 8,67   |
|                                                     | Slowakische Demokratische und Christliche Union – Demokratische Partei (SDKÚ-DS) | 155.744   | 6,09    | −9,33   | 11     | −17   | 7,33   |
|                                                     | Freiheit und Solidarität (SaS)                                                   | 150.266   | 5,88    | −6,26   | 11     | −11   | 7,33   |
|                                                     | Slovenská národná strana (1990) (SNS)                                            | 116.420   | 4,55    | −0,62   | —      | −9    | —      |
|                                                     | Partei der ungarischen Koalition (SMK-MKP)                                       | 109.483   | 4,28    | −0,05   | —      | —     | —      |
|                                                     | 99 Prozent – Bürgerstimme (99 %)                                                 | 40.488    | 1,58    | Neu     | —      | Neu   | —      |
|                                                     | Volkspartei Unsere Slowakei (ĽSNS)                                               | 40.460    | 1,58    | +0,25   | —      | —     | —      |
|                                                     | Wandel von unten, Demokratische Union der Slowakei (ZZ, DÚS)                     | 33.155    | 1,29    | Neu     | —      | Neu   | —      |
|                                                     | Partei Freies Wort von Nora Mojsejová (SSS-NM)                                   | 31.159    | 1,22    | +1,22   | —      | —     | —      |
|                                                     | Volkspartei – Bewegung für eine demokratische Slowakei (ĽS-HZDS)                 | 23.772    | 0,93    | −3,39   | —      | —     | —      |
|                                                     | Kommunistische Partei der Slowakei (KSS)                                         | 18.583    | 0,72    | −0,11   | —      | —     | —      |
|                                                     | Nation und Gerechtigkeit – unsere Partei (NaS-ns)                                | 16.234    | 0,63    | Neu     | —      | Neu   | —      |
|                                                     | Partei der Grünen (SZ)                                                           | 10.832    | 0,42    | +0,42   | —      | —     | —      |
|                                                     | Recht und Gerechtigkeit (PaS)                                                    | 10.604    | 0,41    | Neu     | —      | Neu   | —      |
|                                                     | Wir tun es für die Kinder – Freies Forum (SF)                                    | 8.908     | 0,34    | Neu     | —      | Neu   | —      |
|                                                     | Grüne                                                                            | 7.860     | 0,30    | Neu     | —      | Neu   | —      |
|                                                     | Unser Land                                                                       | 4.859     | 0,19    | Neu     | —      | Neu   | —      |
|                                                     | Partei der demokratischen Linken (SDĽ)                                           | 4.844     | 0,18    | −2,23   | —      | —     | —      |
|                                                     | Gewöhnliche Leute                                                                | 4.320     | 0,16    | Neu     | —      | Neu   | —      |
|                                                     | Partei der Gewerbetreibenden der Slowakei (SŽS)                                  | 3.963     | 0,15    | Neu     | —      | Neu   | —      |
|                                                     | Partei der Bürger der Slowakei (SOSKA)                                           | 3.836     | 0,15    | Neu     | —      | Neu   | —      |
|                                                     | Partei der Roma-Union in der Slowakei (SRÚS)                                     | 2.891     | 0,11    | Neu     | —      | Neu   | —      |
|                                                     | Partei +1 Stimme                                                                 | 779       | 0,03    | Neu     | —      | Neu   | —      |
| Gesamt                                              | Gesamt                                                                           | 2.553.726 | 100,00  |         | 150    |       | 100,00 |
| Gültige Stimmen                                     | Gültige Stimmen                                                                  | 2.553.726 | 98,43   | −0,20   |        |       |        |
| Ungültige Stimmen                                   | Ungültige Stimmen                                                                | 42.717    | 1,57    | +0,20   |        |       |        |
| Wahlbeteiligung                                     | Wahlbeteiligung                                                                  | 2.596.443 | 59,11   | +0,28   |        |       |        |
| Nichtwähler                                         | Nichtwähler                                                                      | 1.796.008 | 40,89   | −0,28   |        |       |        |
| Wahlberechtigte                                     | Wahlberechtigte                                                                  | 4.392.451 |         |         |        |       |        |
| Quelle: Statistisches Amt der Slowakischen Republik |                                                                                  |           |         |         |        |       |        |